# Bedarfs-Kapazitäts-Management
Der Begriff Bedarfs-Kapazitäts-Management (Abkürzung BKM) kennzeichnet, überwiegend im Kontext der Produktionswirtschaft, den kontinuierlichen Abgleich von Kapazitätsbedarf und Kapazitätsangebot.
Marktgetriebene Ereignisse wie Mehrverkäufe oder kurzfristige Änderungen im Kundenauftrag beeinflussen Unternehmen ebenso wie Versorgungsengpässe im Liefernetzwerk (Lieferkette, englisch Supply Chain) oder Störungen in der Fertigung der Unternehmen. Produzierende Unternehmen sind gezwungen, die dadurch veränderten Gegebenheiten gegen die vorhandenen Planungen, Bedarfe und Kapazitäten zu spiegeln. Dadurch kann sichergestellt werden, dass die Auswirkungen der Ereignisse möglichst gering gehalten werden und nicht in die gesamte Wertschöpfungskette ausstrahlen.
Durch ein Bedarfs- und Kapazitätsmanagement kann auf diese Änderungen im Angebot oder im Bedarf reagiert werden. Betroffene Aufträge werden identifiziert und die verfügbaren Kapazitäten werden analysiert. So kann einem Engpass entweder planerisch durch eine Verschiebung der betroffenen Aufträge oder dispositiv durch eine kapazitive Aufweitung des Engpasses – z. B. durch die Nutzung von vereinbarter Flexibilität oder die Beschaffung bei Alternativlieferanten – begegnet werden. Mehrverkäufe und Auftragsmodifikationen können gegen die verfügbaren Kapazitäten der Wertschöpfungskette geprüft und ggfs. durch kapazitätserhöhende Maßnahmen abgesichert werden. Dazu ist es erforderlich, die entstehenden Bedarfe und die verfügbaren Kapazitäten miteinander in Relation zu setzen – und zwar sowohl auf Ebene der Produktionsressourcen als auch auf Teile- und Komponentenebene. Auch die durch ein Ereignis (z. B. eine Auftragsmodifikation) frei werdenden bzw. nicht mehr benötigten Teile- und Ressourcenkapazitäten können erkannt und somit entweder anderweitig genutzt oder im Rahmen einer Kapazitätsanpassung reduziert werden.
Am BKM beteiligte Bereiche der Unternehmen sind der Vertrieb, Werke mit Produktion und Produktionsplanung sowie Logistik, Disposition und Einkauf.

## Systeme für das Bedarfs- und Kapazitätsmanagement
Anwendungen für das BKM sollten Ereignisse auf die Bedarfs- und Kapazitätsebene transformieren können. Hierdurch werden unvorhergesehene Kapazitätsengpässe im Zuliefernetzwerk auf die Aufträge projiziert, um die konkreten Auswirkungen analysieren zu können. Im Gegenzug werden Änderungen in der Planung – seien es Vertriebsanfragen zu Mehrverkäufen, zeitliche Verschiebungen einzelner Aufträge oder Änderungen einzelner Auftragsinhalte – anhand der Stückliste und anhand des Arbeitsplans aufgelöst und mit den verfügbaren Kapazitäten verglichen.
Durch die Verfügbarkeit leistungsfähiger und wirtschaftlich zu betreibender IT-Systeme ist es möglich, unterschiedlichste Bedarfs- und Kapazitätsszenarien zu simulieren und durch die hierbei gewonnenen Erkenntnisse die Produktivität zu steigern.

## Bedarfs- und Kapazitätsmanagement im Automobilbau
Aufgrund der variantenreichen Produkte und der komplexen Produktions- und Lieferstrukturen spielt das BKM in der Automobilindustrie eine wichtige Rolle. Damit es nicht zu einem Produktionsstopp oder Produktionsausfall beim Fahrzeughersteller durch einen Lieferengpass kommt, werden die Produktionskapazitäten der internen und externen Lieferanten für alle Produktvarianten und Produktionsstandorte schon frühzeitig in der Produktionsprogrammplanung berücksichtigt. Dies geschieht durch Beschreibung der Kapazitäten mit Hilfe von Restriktionen, die häufig nicht nur für einzelne Teile oder Baugruppen, sondern für Gruppen (Varianten) von Einzelteilen und Baugruppen gelten, die von den Ausstattungen der Fahrzeuge abhängig.  Daher werden die Kapazitätsrestriktionen bereits bei Erstellung der Produktionsprogramme für Fahrzeuge und Aggregate berücksichtigt und die die Grundlage für die Bedarfsermittlung für Einzelteile und Baugruppen sind, bei denen der Engpass vermieden werden soll.